# Canale 68 Veneto
Canale 68 Veneto è stata una emittente televisiva privata con sede a Cornedo Vicentino nata nel 1980, con unici proprietari.

## Storia

### 1980-2012
L'emittente trasmetteva sul canale UHF 68 per il Veneto con altri 15 canali per l'altopiano di Asiago e le vallate non raggiungibili dal canale UHF 68; la pubblicità veniva raccolta contattando direttamente l'azienda, per offrire un migliore trattamento economico al cliente.
Veniva trasmesso un telegiornale in diretta alle 19.15 e in replica alle 20.30, alle 22.35, alle 00.45, alle 3.30, alle 6.00, alle 7.00 e alle 10.00. Il canale era anche noto per la ritrasmissione del canale musicale tedesco VIVA effettuata in parte della sua programmazione. Dal 2011 nel multiplex trasmesso in modalità DVB-T sono stati aggiunti 4 nuovi canali tematici: Canale 68 News 24, Canale 68 Emozioni, Canale 68 Movie e Canale 68 Shopping. Il tema musicale col quale aprivano le trasmissioni di Canale 68 Veneto è: L'orientale, brano del 1985 eseguita da Rondò Veneziano, estratto dall'album Casanova.
Il 25 ottobre 2012 l'emittente ha ufficialmente confermato l'intenzione di avviarsi alla cessazione di attività a causa di una crisi di liquidità dovuta alle spese per il passaggio al sistema digitale e ai cali di introiti pubblicitari. A conferma di ciò Canale 68 non ha preso parte al bando per la riattribuzione dei canali DTT dovuta all'esproprio delle frequenze UHF 61-69. 
Il 30 novembre è stato trasmesso l'ultimo telegiornale, trasmissione che ha segnato la chiusura dell'emittente.

### 2013
In seguito la dirigenza del canale è tornata parzialmente sui suoi passi intavolando una trattativa con TVA Vicenza per l'affitto di un canale sul loro multiplex. In virtù di tali trattative per diversi mesi è presente nel mux TVA un monoscopio di prove tecniche recante il logo di Canale 68. In seguito la trattativa con TVA naufraga e Canale 68 tenta di stringere un accordo con il gruppo 7 Gold. La trattativa ha buon fine ed il 21 giugno 2013 Canale 68 Veneto torna a trasmettere regolarmente i suoi programmi nella versione veneta del multiplex Teleregione - 7 Gold Plus.

### 2014
Dal 10 febbraio 2014 torna in onda il telegiornale rinnovato in diretta nell'edizione storica delle ore 19:15 e poi in replica alle 20.30, alle 22.35, alle 00.45, alle 3.30, alle 6.00, alle 7.00 e alle 10.00. Il telegiornale è rivisto nella veste grafica e tratta oltre che le notizie del vicentino anche quelle regionali di tutte le altre provincie.